# Моя вина
Моя вина (ісп. Culpa mía) — іспанський романтичний фільм 2023 року, знятий режисером Домінго Гонсалесом у його повнометражному режисерському дебюті з Ніколь Воллес та Габріелем Геварою в головних ролях. Заснований на однойменній історії Wattpad від Мерседес Рон.

## Сюжет
У фільмі розповідається про розвиток забороненого роману між 17-річною Ноа та її багатим зведеним братом Ніком, який почався після переїзду Ноа в особняк Вільяма Лейстера, чоловіка матері Ноа Рафаелли.

## У ролях
- Ніколь Воллес — Ноа[2]
- Габріель Гевара — Нік[2]
- Марта Асас — Рафаелла[3]
- Іван Санчес — Вільям Лейстер[4]
- Єва Руїс — Дженна[3]
- Віктор Варона — Лев[3]
- Френ Беренгер — Ронні[4]
- Іван Массаге — Йонас[2]

## Виробництво
Фільм заснований на історії Wattpad Culpa mía Мерседес Рон, пізніше розширеній у книжкову трилогію, опубліковану Penguin Random House . Це виробництво Pokeepsie Films (Алекс де ла Іглесія та Кароліна Бенг). Фільм знімали на Коста-дель-Соль у Торремоліносі, Манільві та Марбельї.

## Реліз
Фільм дебютував на Amazon Prime Video 8 червня 2023 року. Згідно з даними Amazon Prime Video, фільм, як повідомляється, досяг найкращих показників перегляду за три дні на початку серед будь-якого неанглійського місцевого оригіналу в історії сервісу.

## Реакція
Лукас Гілл-Пол з Daily Express оцінив фільм у 2 зірки з 5, вважаючи, що це може бути «найгіршою затією Prime Video, але вона принаймні приходить із самосвідомим підморгуванням і двома симпатичними головними ролями». Джон Серба з Decider.com дав негативну рецензію фільму «Моя вина», вважаючи, що це «жахливий фільм», а персонажі в іншому випадку «прісні й рудиментарні».
Критик Ready Steady Cut М. Н. Міллер назвав діалоги фільму «сирими, схожими на Velveeta», а відсутність фокусу в сценарії — як випадок «кінематографічної проблеми дисоціативної ідентичності».